# La Correspondencia de Puerto Rico
La Correspondencia de Puerto Rico fou un diari fundat per Ramón B. López a San Juan, el 1890. Es va crear com un ressò de La Correspondencia de España i va arribar a ser el diari de més circulació i exposició popular, amb preu d'un cèntim, i una tirada de 5,000 exemplars diaris. Va publicar fins al 1943.